# Rhyacophila bilobata
Rhyacophila bilobata är en nattsländeart som beskrevs av Georg Ulmer 1907. Rhyacophila bilobata ingår i släktet Rhyacophila och familjen rovnattsländor. Inga underarter finns listade i Catalogue of Life.